# 守谷亨
守谷亨（日语：／ Moriya Tôru ?，1930年—），日本理论物理学家，东京大学教授，荣休。

## 生平
守谷亨1930年出生，1953年毕业于大阪大学，主要研究工作为低温物理，固体磁性、超导，和强关联系统。
1987年4月1日至1991年3月31日，任东京大学固体物理研究所第九任所长。

## 著作
- Tôru Moriya, Spin Fluctuations in Itinerant Electron Magnetism, Springer-Verlag 1985 [2]

- Tôru Moriya, Anisotropic Superexchange Interaction and Weak Ferromagnetism, Phys. Rev., Vol 120, 91 (1960) [3]

- Tôru Moriya and Kazuo Ueda, Antiferromagnetic spin fluctuation and superconductivity, Rep. Prog. Phys. 66 1299 (2003)[4]

## 所获荣誉
- 1962 — 朝日文化賞(グループ受賞)
- 1966 — 山路自然科学奨学賞
- 1979 — 仁科記念賞
- 1989 — 日本学士院賞
- 1994 — 本多記念賞
- 2003 — 日本物理学会論文賞